# Fonsomme
Fonsomme ist eine französische Gemeinde im Département Aisne in der Region Hauts-de-France. Sie gehört zum Kanton Saint-Quentin-2 im Arrondissement Saint-Quentin.

## Geographie
Die Gemeinde Fonsomme liegt an der Quelle der Somme, elf Kilometer nordöstlich von Saint-Quentin, und ist westlicher Endpunkt des Wassertunnels der Rigole du Noirrieux zur Alimentierung des Canal de Saint-Quentin. Zu Fonsomme gehören neben der Hauptsiedlung auch die Weiler Fonsommes, Courcelles, Fervaques, La Motte, Le Bois Delvigne, Le Boyau, Le Grand Bois, Le Grand Royard und Le Moulin. Nachbargemeinden von Fonsomme sind im Norden Croix-Fonsomme, im Nordosten Étaves-et-Bocquiaux, im Osten Fieulaine, im Südosten Fontaine-Notre-Dame, im Südwesten Homblières, im Westen Essigny-le-Petit sowie im Nordwesten Fontaine-Uterte.

## Geschichte
Der Ortsname entstammt dem lateinischen Wort „Fons“ – das bedeutet Quelle (hier: der Somme). Dort wurde um 1140 die Zisterzienserinnenabtei Fervaques durch die Zisterzienserinnenabtei Montreuil-les-Dames gegründet. Um diese Zeit hieß die Siedlung „Fons somma“. Das Kloster war dort bis 1648 beheimatet und wechselte dann nach Saint-Quentin.

### Bevölkerungsentwicklung
| Jahr                       | 1962 | 1968 | 1975 | 1982 | 1990 | 1999 | 2010 | 2021 |
| -------------------------- | ---- | ---- | ---- | ---- | ---- | ---- | ---- | ---- |
| Einwohner                  | 564  | 564  | 538  | 494  | 545  | 554  | 535  | 503  |
| Quellen: Cassini und INSEE |      |      |      |      |      |      |      |      |

## Sehenswürdigkeiten
- Kirche Saint-Pierre
- ehemaliges Kloster Fervaques

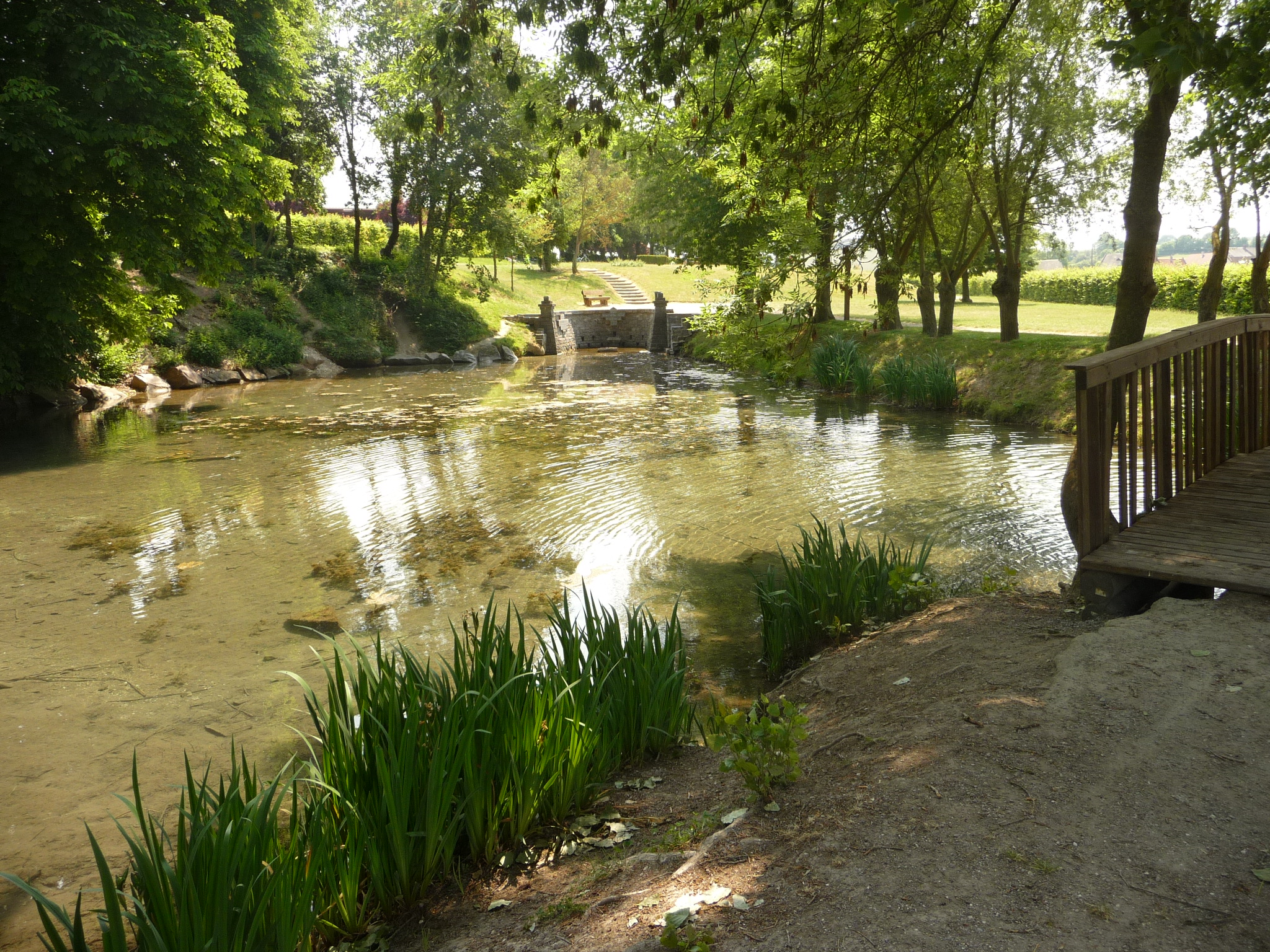
Quelle der Somme
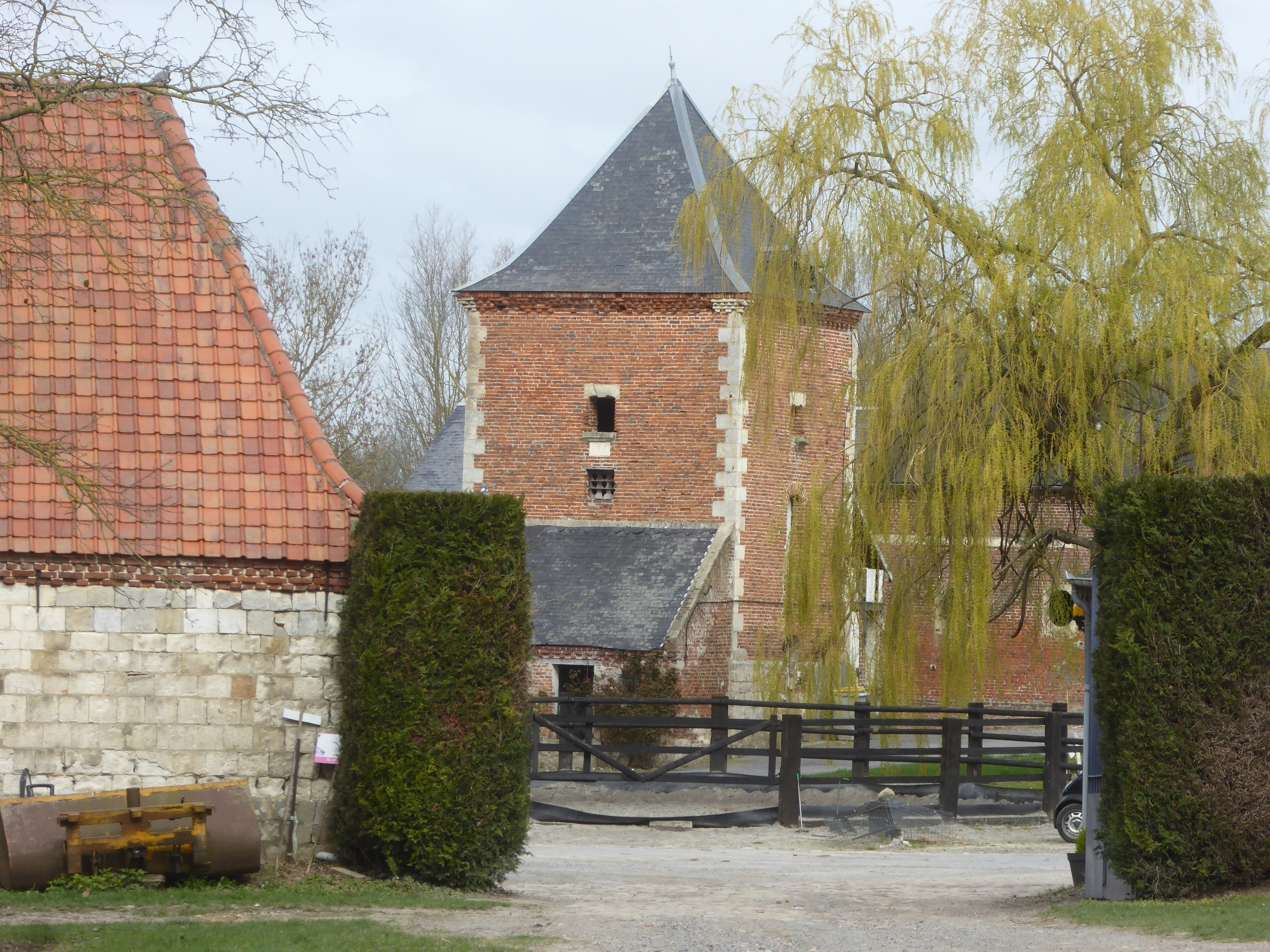
Ehemaliges Kloster Fervaques
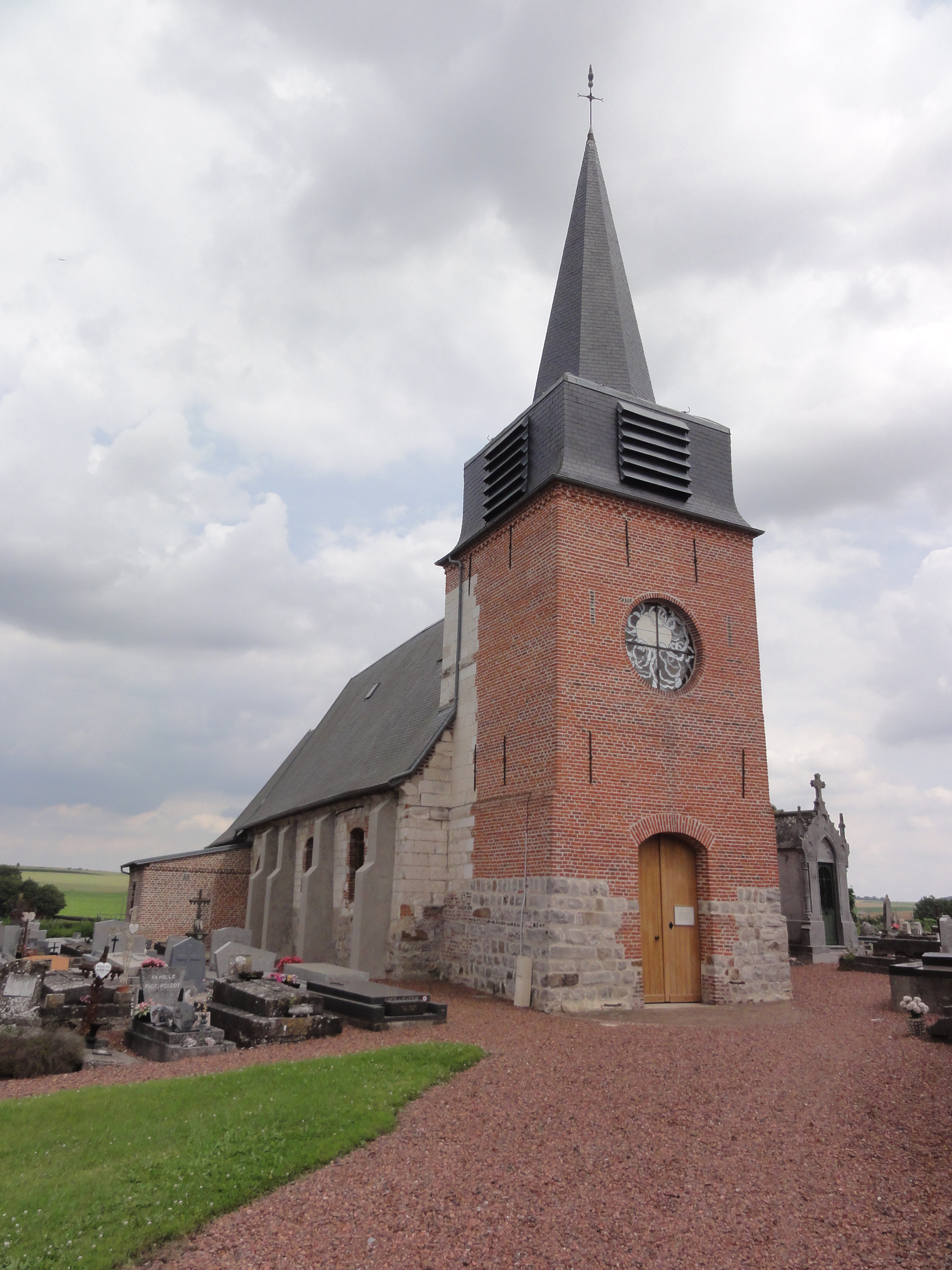
Kirche Saint-Pierre
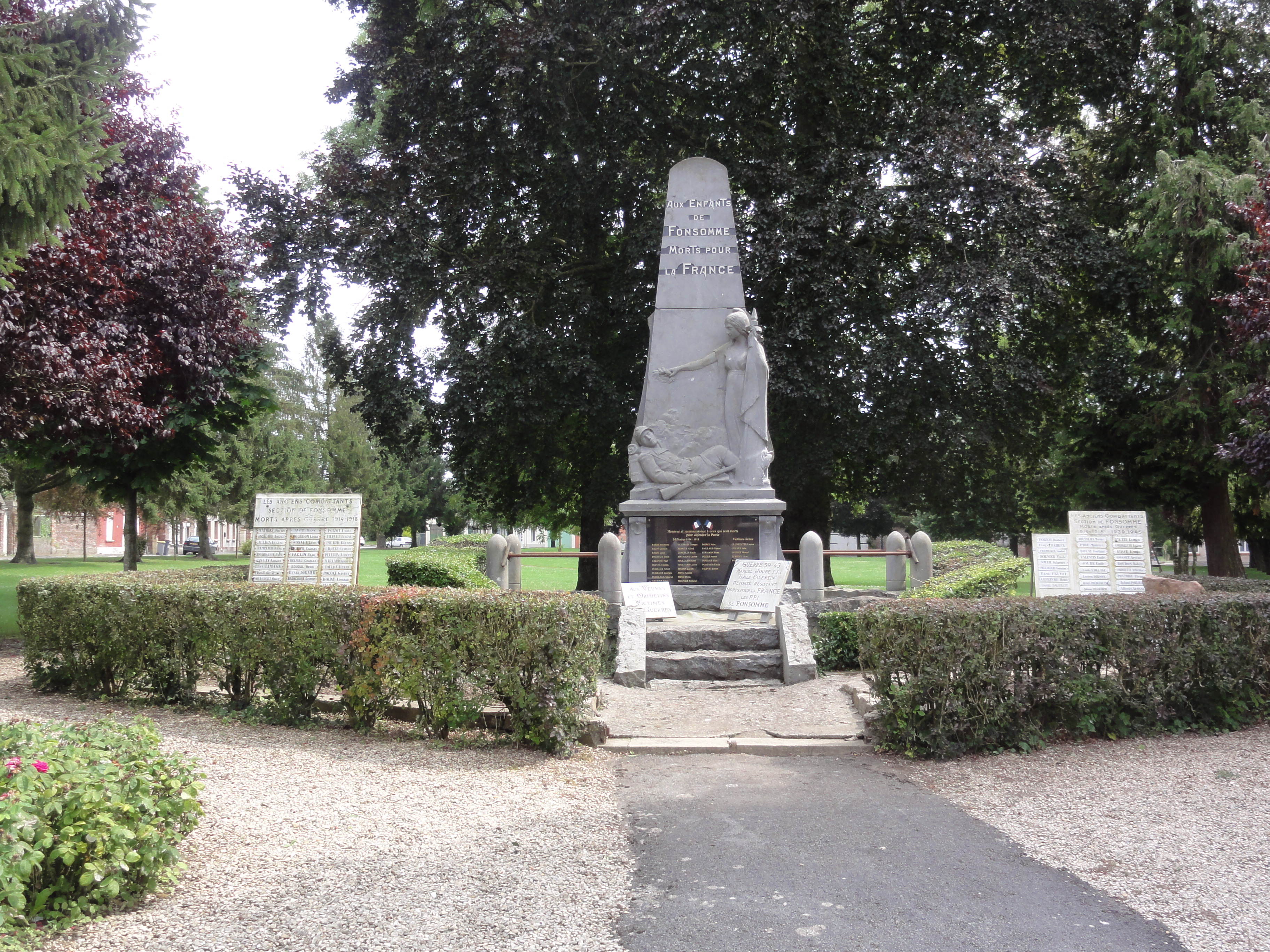
Gefallenendenkmal